# Franz Horst

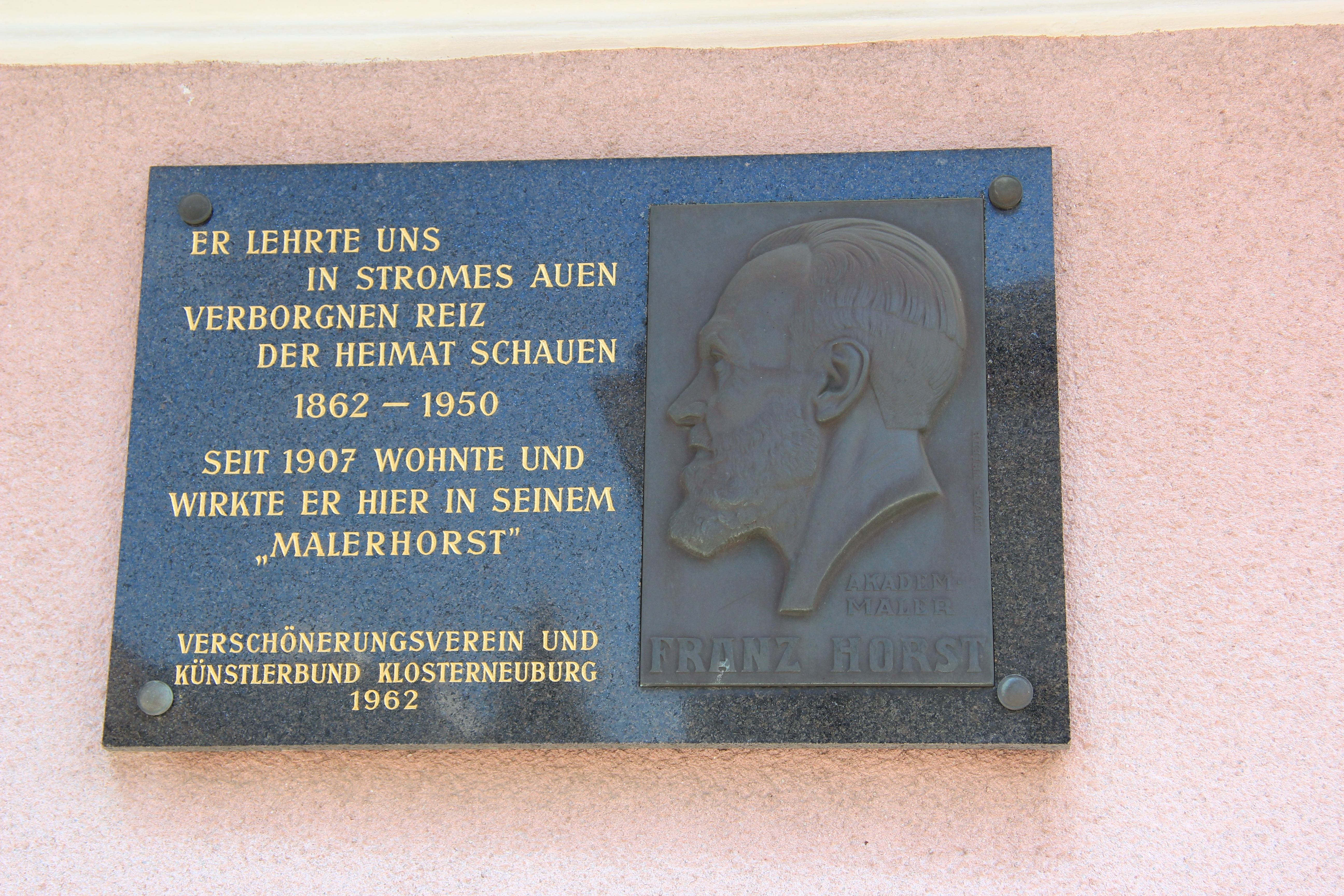
Erinnerungstafel am Wohnhaus in der Martinstraße, Klosterneuburg

Franz Horst (* 12. Juni 1862 in Wien; † 24. März 1950 in Klosterneuburg) war ein österreichischer Porträt-, Landschafts- und Militärmaler.

## Leben

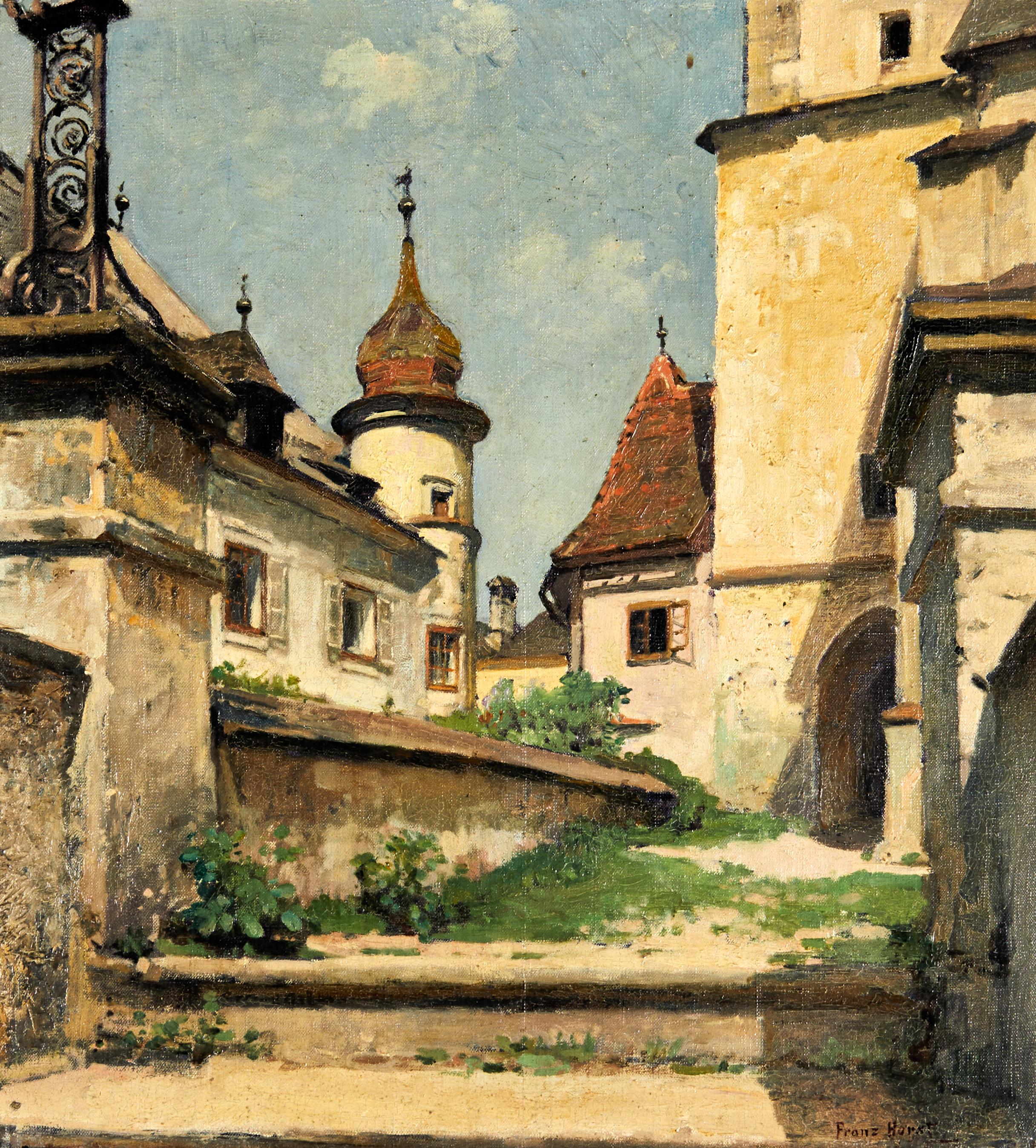
Kirchenstiege in Grein; Öl auf Leinwand

Franz Horst war der Sohn des Zeichenlehrers und Führich-Schülers Oswald Horst und wuchs in Krems auf. Er besuchte an der Wiener Kunstgewerbeschule die Abteilung für ornamentale Malerei, seine Lehrer dort waren Friedrich Sturm und Michael Rieser. Später studierte er an der Wiener Akademie der bildenden Künste bei Christian Griepenkerl, Carl Wurzinger und August Eisenmenger. Horst war ab 1887 in Wien-Döbling und ab 1896 hauptsächlich in Klosterneuburg tätig und stellte im dortigen Kunstverein Jahrzehnte hindurch aus. Auf der Jubiläumsausstellung des Wiener Künstlerhauses im Jahre 1908 war er mit dem Ölgemälde Stift Klosterneuburg im Schnee vertreten. 1932 wurde er mit der Silbernen Staatsmedaille ausgezeichnet.
Im Jahre 1899 wurde er von der k.u.k. Armee beauftragt, Szenen eines abgehaltenen Manövers zu malen. Diese Gemälde befinden sich heute u. a. im Wiener Heeresgeschichtlichen Museum.

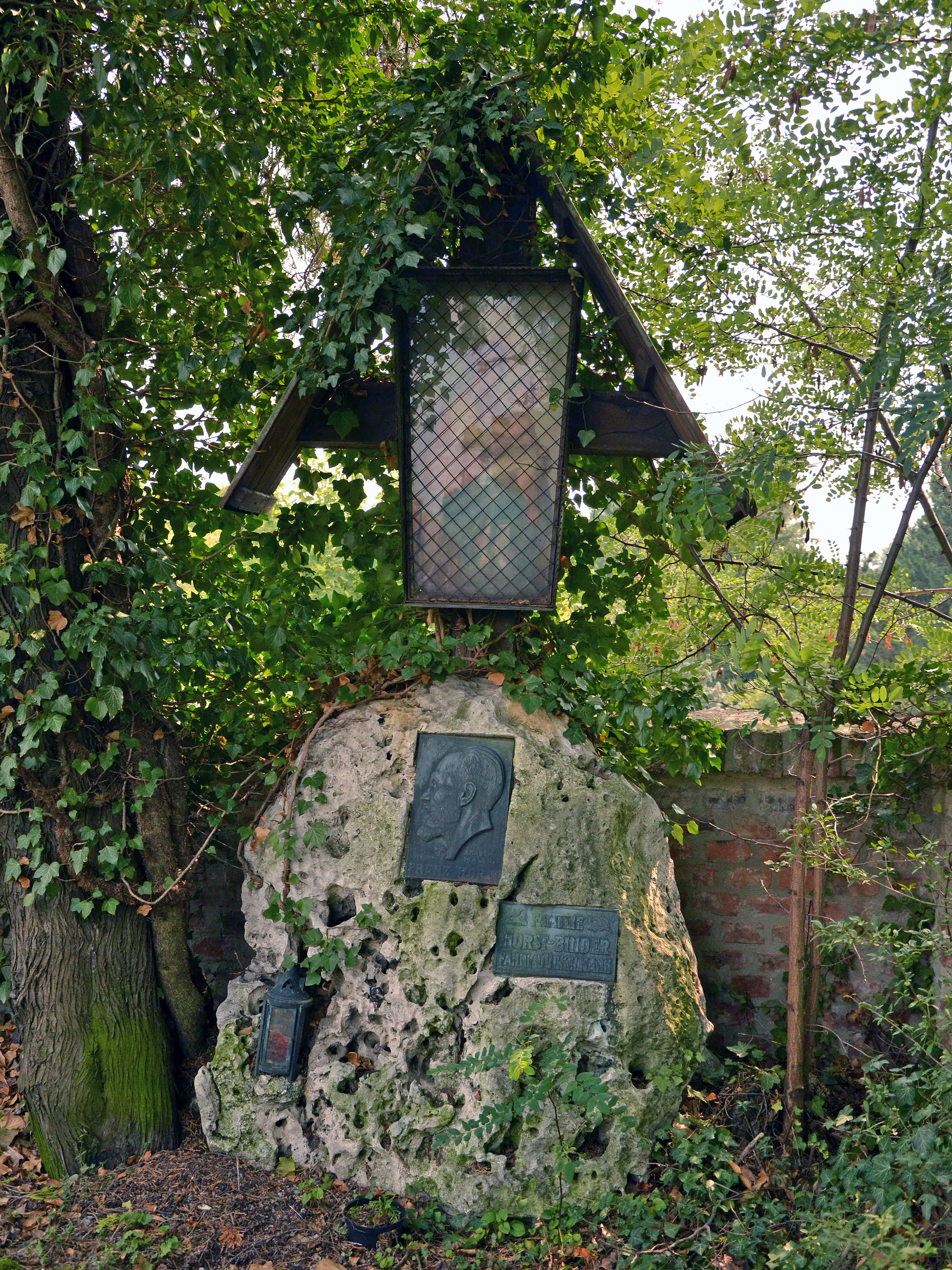
Grab von Franz Horst

Franz Horst wurde auf dem Unteren Stadtfriedhof in Klosterneuburg bestattet.

## Werke (Auswahl)
- Altes Marterl beim Kobenzl, Öl, 1892
- Meeresbrandung, Öl, 1898
- K.u.k. Feldartillerie bei einer Schießübung im Gelände, 1899, Öl auf Leinwand, Heeresgeschichtliches Museum, Wien.
- Waldteich in Hintersdorf bei Hadersfeld, Pastell, 1900
- Seepredigt, Öl, 1910
- Zum Eucharistischen Kongreß, Öl, 1913, Kirche am Leopoldsberg
- Kirchgang auf der Seiseralm, 1914
- Aus der Donauau bei Klosterneuburg, 1924
- Grins mit Römerbrücke, 1936